# Пейтон (Колорадо)
Пейтон (англ. Peyton) — переписна місцевість (CDP) в США, в окрузі Ель-Пасо штату Колорадо. Населення — 214 особи (2020).

## Географія
Пейтон розташований за координатами 39°1′59″ пн. ш. 104°29′25″ зх. д. / 39.03306° пн. ш. 104.49028° зх. д. (39.032979, -104.490402).  За даними Бюро перепису населення США в 2010 році переписна місцевість мала площу 5,95 км², уся площа — суходіл.

## Демографія
Згідно з переписом 2010 року, у переписній місцевості мешкало 250 осіб у 86 домогосподарствах у складі 57 родин. Густота населення становила 42 особи/км².  Було 93 помешкання (16/км²).
Расовий склад населення:
| - 95,6 % — білих - 0,8 % — чорних або афроамериканців - 0,8 % — азіатів - 0,4 % — корінних американців |

До двох чи більше рас належало 2,4 %. Частка іспаномовних становила 13,2 % від усіх жителів.
За віковим діапазоном населення розподілялося таким чином: 35,2 % — особи молодші 18 років, 58,4 % — особи у віці 18—64 років, 6,4 % — особи у віці 65 років та старші. Медіана віку мешканця становила 31,7 року. На 100 осіб жіночої статі у переписній місцевості припадало 103,3 чоловіків;  на 100 жінок у віці від 18 років та старших — 95,2 чоловіків також старших 18 років.
За межею бідності перебувало 3,9 % осіб, у тому числі 0,0 % дітей у віці до 18 років та 100,0 % осіб у віці 65 років та старших.
Цивільне працевлаштоване населення становило 149 осіб. Основні галузі зайнятості: освіта, охорона здоров'я та соціальна допомога — 53,7 %, виробництво — 23,5 %, роздрібна торгівля — 22,8 %.